# Ezelsoor (papier)

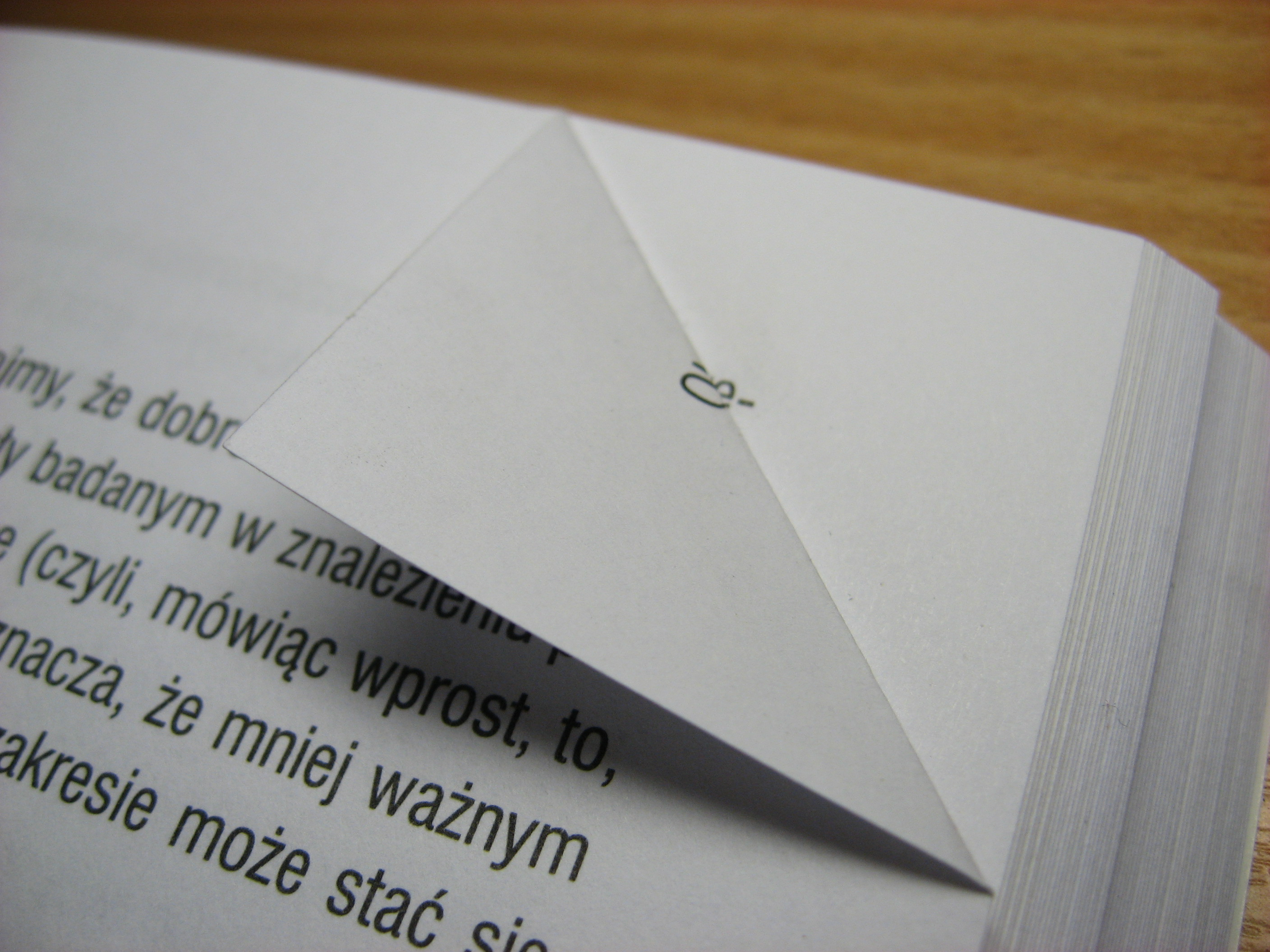
Ezelsoor

Een ezelsoor is een omgeslagen hoek van een bladzijde in een boek.
Een ezelsoor kan "spontaan" ontstaan bij het veelvuldig gebruik van het boek, als de pagina's beduimeld raken, zodat deze gaan krullen.
Soms worden ze echter opzettelijk aangebracht, om aan te geven waar men bij het lezen is gebleven of waar zich een interessante passage bevindt.
Een bijzondere, maar weinig gebruikte vorm is waarbij een officieel document moet worden gewaarmerkt. Men maakt een ezelsoor, lijmt of niet die vast. Vervolgens wordt een stempel, een lakzegel of een handtekening over de rand van het ezelsoor aangebracht, zodat deze zich als het ware op de voor- en achterkant wordt gezet. Het idee is dat zoiets niet na te maken is en het document dus authentiek is.